# Pierre Theunis (humoriste)
Pour les articles homonymes, voir Theunis.
Pierre Theunis est un humoriste belge né à Liège le 26 décembre 1961. Également musicien, Pierre Theunis mélange l’humour et la musique et utilise l'accent liégeois et le wallon dans la plupart de ses sketchs.

## Carrière
- Pierre Theunis entame sa carrière en 1984 comme musicien animateur au cabaret chantant liégeois Les Caves de Porto.
- Création à Liège de son propre spectacle Music All en 1993.
- 1995 Pierre compose et écrit les paroles de la chanson « La voix est libre ». La voix est libre sera interprétée par Frédéric Etherlinck lors du Concours Eurovision de la chanson 1995.
- 1997 voit ses débuts à la radio en compagnie de l'imitateur André Lamy et à la télévision grâce à sa participation comme arbitre au spectacle Show Ping en compagnie des frères Taloche et des frères Saive.
- Début des one man shows en 2000.
- Carrière d'humoriste et spectacles seul ou avec sa compagne Betty La Ferrara ou, à l'occasion, avec d'autres humoristes belges francophones comme Didier Boclinville, Albert Cougnet, André Lamy ou Renaud Rutten.
- En 2012, il présente avec l'humoriste flamand Bert Kruismans l'émission Tournée générale à la RTBF.

Il est le frère cadet du chanteur Jacky Valentin mort le 23 mars 2015 à l'âge de 63 ans.